# Рохус, Оливье
Оливье Лоран Пьер Рохус (фр. Olivier Laurent Pierre Rochus; родился 18 января 1981 года в Намюре, Бельгия) — бельгийский профессиональный теннисист; победитель одного турнира Большого шлема в парном разряде (Открытый чемпионат Франции-2004); победитель четырёх турниров ATP (два — в одиночном разряде); победитель одного юниорского турнира Большого шлема в парном разряде (Уимблдон-1998); финалист одного юниорского турнира Большого шлема в парном разряде (Открытый чемпионат Франции-1999).

## Общая информация
Оливье — средний из трёх сыновей Жана-Поля и Анны Рохусов; его братьев зовут Кристоф и Пьер.
Бельгиец пришёл в теннис в шесть лет, последовав за своим старшим братом Кристофом, который вскоре, как и он, дорос до протура и пробился в топ-100 одиночного рейтинга.

## Спортивная карьера
В 1998 году совместно с Роджером Федерером Рохус выиграл юниорский Уимблдонский турнир в парном разряде. В 1999 году он смог выйти в юниорский парный финал на Открытом чемпионате США в дуэте с Кристианом Плессом. Первого успеха на турнирах младшей серии «фьючерс» Оливье добился ещё в октябре 1998 года. В феврале 2000 года он дебютировал в составе сборной Бельгии в матчах Кубка Дэвиса. Дебют в основных соревнованиях ATP-тура состоялся для Рохуса в том году на турнире Большого шлема — Уимблдоне, куда бельгиец отобрался через квалификацию. Ему удалось преподнести сюрприз и выйти в третий раунд, обыграв во втором раунде вторую ракетку мира на тот момент Магнуса Нормана в пяти сетах. После Уимблдона Рохус выиграл первый в карьере титул из серии «челленджер» на турнире в Остенде. Осенью 2000 года он завоёвывает свой первый титул ATP на турнире в итальянском Палермо. В финале ему удалось обыграть местного теннисиста Диего Наргизо со счётом 7-6(14), 6-1. Наряду со своим братом Кристофером Рохусом сезон 2000 года завершает в первой сотне. Последний раз это достижение родным братьям покорялось в 1998 году — Байрону и Уэйну Блэку. Благодаря своим выступлениям по итогам года Оливье получает Награду от ATP — Новичок года.
В 2001 году Рохус выступал несколько хуже чем в предыдущем и вылетел из первой сотни рейтинга. За сезон он смог выиграть один титул на «челленджере» в Болтоне. В феврале 2002 года Оливье вышел в финал турнира в Копенгагене, где уступил немцу Ларсу Бургсмюллеру — 3-6, 3-6. В мае он добрался до полуфинала грунтового турнира в Санкт-Пёльтене. Во втором раунде Уимблдонского турнира Рохусу удалось обыграть вторую ракетку мира Марата Сафина, но в следующем раунде он проиграл сам французу Арно Клеману. В начале сезона 2003 года бельгиец второй год подряд вышел в финал зального турнира в Копенгагене, где вновь проиграл битву за титул. На это раз его обидчиком стал Кароль Кучера — 6-7(4), 4-6. В мае Рохус вышел в 1/4 финала на турнире серии Мастерс в Гамбурге. На Уимблдонском турнире он впервые пробивается в четвёртый раунд соревнований Большого шлема.
Первое попадание в полуфинал в 2004 году Рохус оформил в мае на турнире в Мюнхене. На Открытом чемпионате Франции в команде с Ксавье Малиссом он неожиданно для многих специалистов выигрывает титул Большого шлема в парном разряде. Не имевшая свой номер посева бельгийская пара, смогла на пути к трофею выбить из сетки вторую пару турнира — шведа Йонаса Бьоркмана и австралийца Тодда Вудбриджа, девятую пару — аргентинцев Мартина Родригеса и Гастона Этлиса, третью — индийца Махеша Бхупати и белоруса Макса Мирного. В финале им противостояла французская пара (шестые при посеве) Микаэль Льодра и Фабрис Санторо, которых на трибунах активно поддерживала местная публика. Но бельгийской паре удалось сломить сопротивление соперников и выиграть в двух сетах 7-5, 7-5. Это победа стала первой и пока (на 2018 год) единственной победой на турнирах Большого шлема в соревнованиях среди мужчин для Бельгии.
| Стадия  | Соперники (посев)                 | Рейтинг   | Счёт           |
| 1 раунд | Тодд Мартин Михаил Южный          | 301 / 174 | 6-3 2-6 6-3    |
| 2 раунд | Себастьян Прието Мариано Худ      | 32 / 21   | 6-4 6-1        |
| 3 раунд | Йонас Бьоркман Тодд Вудбридж (2)  | 3 / 4     | 6-2 6-4        |
| 1/4     | Мартин Родригес Гастон Этлис (9)  | 17 / 18   | 6-4 6-4        |
| 1/2     | Махеш Бхупати Максим Мирный (3)   | 5 / 6     | 7-6(1) 4-6 6-2 |
| Финал   | Микаэль Льодра Фабрис Санторо (6) | 14 / 7    | 7-5 7-5        |

В августе 2004 года Рохус принимает участие в Летних Олимпийских играх в Афинах, где проигрывает во втором раунде испанцу Карлосу Мойя, а в парном разряде выбывает вместе с Малиссом уже в первом раунде. На Открытом чемпионате США в матче третьего раунда Оливье смог выиграть у № 4 в мире Карлоса Мойю и впервые на этом турнире попал в четвёртый раунд. В концовке сезона Малисс и Рохус приняли участие в Итоговом турнире в парном разряде. Там они выиграли один матч и проиграли два, не сумев выйти из своей группы.

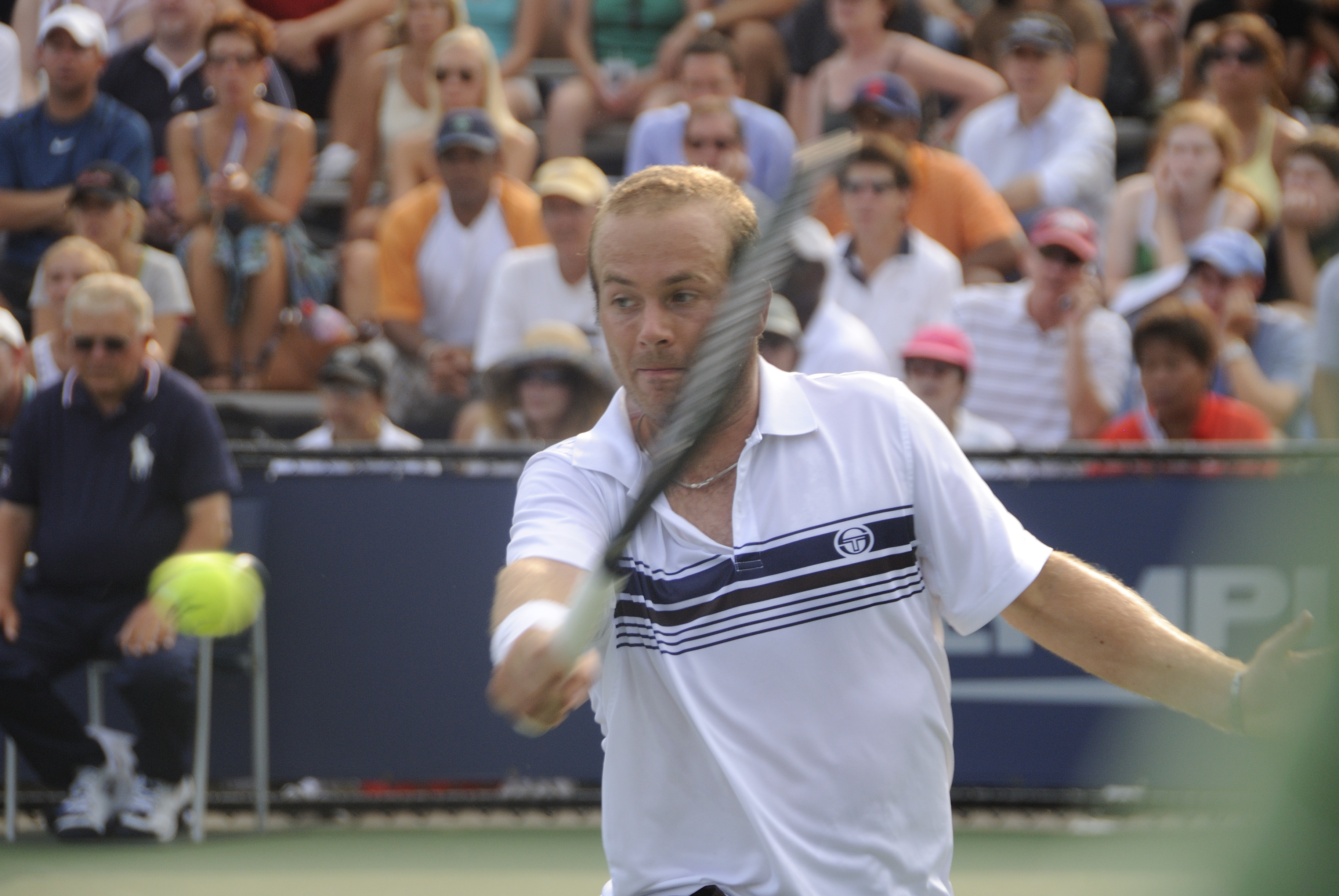
Рохус на Открытом чемпионате США 2008 года.

В январе 2005 года Оливье Рохус побеждает в паре с Ксавье Малиссом на турнире в Аделаиде. Там же он дошёл до полуфинала в одиночном разряде. Через неделю Оливье сумел пробиться в финал в Окленде, где уступил Фернандо Гонсалесу — 4-6, 2-6. На Открытом чемпионате Австралии Рохус сумел дойти до четвёртого раунда. В июне на травяном турнире в Ноттингеме он вышел в полуфинал. В июле со своим братом Кристофером он прошёл в финал турнира в Кицбюэле. В октябре Рохус победил на «челленджере» в Монсе и вышел в полуфинал турнира АТП в Стокгольме. После этого он поднялся на высшую для себя в карьере — 24-ю строчку одиночного рейтинга.
В январе 2006 года братья Рохусы вышли в парный финал турнира в Дохе. На турнире в Окленде Оливье вышел в полуфинал. В мае Рохус на турнире в Мюнхене завоевывал второй в карьере титул АТП в одиночном разряде. В финале он обыграл соотечественника Кристофа Влигена — 6-4, 6-2. В сентябре бельгиец выиграл «челленджер» в Орлеане. В октябре в партнёрстве с Кристофом Влигеным он вышел в финал парного розыгрыша турнира в Стокгольме.
В сентябре 2007 года Рохус побеждает на «челленджер» в Орлеане, а через две недели после этого выходит в финал турнира АТП в Мумбаи. В нём он проигрывает французу Ришару Гаске — 3-6, 4-6. В июле 2008 года в альянсе с Лукасом Арнольдом Кером Рохус вышел в парный финал турнира в Кицбюэле. В августе он выступил на теннисном турнире летних Олимпийских игр 2008 в Пекине, где дошёл до третьего раунда. На этой стадии Рохус проигрывает серебряному призёру Фернандо Гонсалесу. В парном разряде вместе со Стивом Дарси выбывает во втором раунде.
В июне 2009 года на турнире в Халле Рохус впервые с 2007 года вышел в полуфинал одиночных соревнований АТП. Следующего полуфинала он достиг в июле 2009 года на турнире в Ньюпорте. В том же месяце бельгиец смог победить на травяном «челленджере» в Манчестере. В октябре Рохус смог сыграть в финале зального турнира в Стокгольме, где ему не удалось обыграть Маркоса Багдатиса (1-6, 5-7).
В феврале 2010 года Рохус в дуэте с французом Арно Клеманом вышел в парный финал соревнований в Загребе. В марте он преподнёс сенсацию на мастерсе в Майами, обыграв на стадии второго раунда № 2 в мире Новака Джоковича (6-2, 6-7(7), 6-4). В июле Оливье сумел выйти в первый финал в карьере на травяном покрытии на турнире в Ньюпорте, но он уступил там американцу Марди Фишу — 7-5, 3-6, 4-6. В марте 2011 года Рохус выиграл «челленджер» в Ле-Госье. На мастерсе в Майами в том сезоне Рохус смог дойти ло четвёртого раунда, начав турнир с квалификации. В июле Рохус второй сезон подряд выходит в финал турнира в Ньюпорте, однако вновь остаётся без титула. На этот раз он проиграл американцу Джону Изнеру — 3-6, 6-7(6).
В январе 2012 года на турнире Окленде почти 31-летний Рохус сыграл в своём заключительном в карьере финале АТП. Он не смог выиграть главный приз, проиграв Давиду Ферреру — 3-6, 4-6. В августе бельгиец сыграл на своей третьей Олимпиаде, которая проходила в Лондоне. Уже на старте он проиграл Джону Изнеру. В октябре 2014 года Рохус завершает профессиональную карьеру. Последним турниром для него стал «челленджер» в бельгийском Монсе.

## Рейтинг на конец года
| Год  | Одиночный рейтинг | Парный рейтинг |
| 2014 | 580               | 328            |
| 2013 | 201               | 380            |
| 2012 | 90                | 117            |
| 2011 | 67                | 409            |
| 2010 | 113               | 302            |
| 2009 | 57                | 327            |
| 2008 | 122               | 138            |
| 2007 | 48                | 80             |
| 2006 | 36                | 43             |
| 2005 | 27                | 55             |
| 2004 | 66                | 42             |
| 2003 | 48                | 161            |
| 2002 | 64                | 253            |
| 2001 | 114               | 620            |
| 2000 | 68                | 278            |
| 1999 | 321               | 395            |
| 1998 | 642               | 740            |
| 1997 | 1 288             |                |
| 1996 | 1 038             |                |

По данным официального сайта ATP на последнюю неделю года.

## Выступления на турнирах

### Финалы турниров ATP в одиночном разряде (10)

#### Победа (2)
| Легенда                              |
| ------------------------------------ |
| Турниры Большого шлема (0+1)*        |
| Итоговый турнир ATP (0)              |
| ATP Мастерс 1000 (0)                 |
| ATP International Gold / АТР 500 (0) |
| ATP International / АТР 250 (2+1)    |

| Титулы по покрытиям | Титулы по месту проведения матчей турнира |
| ------------------- | ----------------------------------------- |
| Хард (0+1)*         | Зал (0)                                   |
| Грунт (2+1)         | Зал (0)                                   |
| Трава (0)           | Открытый воздух (2+2)                     |
| Ковёр (0)           | Открытый воздух (2+2)                     |

* количество побед в одиночном разряде + количество побед в парном разряде.
| №  | Дата           | Турнир           | Покрытие | Соперник в финале | Счет        |
| 1. | 1 октября 2000 | Палермо, Италия  | Грунт    | Диего Наргизо     | 7-6(14) 6-1 |
| 2. | 7 мая 2006     | Мюнхен, Германия | Грунт    | Кристоф Влиген    | 6-4 6-2     |

#### Поражения (8)
| №  | Дата             | Турнир                     | Покрытие   | Соперник в финале | Счет        |
| 1. | 17 февраля 2002  | Копенгаген, Дания          | Хард (зал) | Ларс Бургсмюллер  | 3-6 3-6     |
| 2. | 2 марта 2003     | Копенгаген, Дания (2)      | Хард (зал) | Кароль Кучера     | 6-7(4) 4-6  |
| 3. | 15 января 2005   | Окленд, Новая Зеландия     | Хард       | Фернандо Гонсалес | 4-6 2-6     |
| 4. | 30 сентября 2007 | Мумбаи, Индия              | Хард       | Ришар Гаске       | 3-6 4-6     |
| 5. | 25 октября 2009  | Стокгольм, Швеция          | Хард (зал) | Маркос Багдатис   | 1-6 5-7     |
| 6. | 11 июля 2010     | Ньюпорт, США               | Трава      | Марди Фиш         | 7-5 3-6 4-6 |
| 7. | 10 июля 2011     | Ньюпорт, США (2)           | Трава      | Джон Изнер        | 3-6 6-7(6)  |
| 8. | 14 января 2012   | Окленд, Новая Зеландия (2) | Хард       | Давид Феррер      | 3-6 4-6     |

### Финалы челленджеров и фьючерсов в одиночном разряде (19)

#### Победы (13)
| Условные обозначения |
| Челленджеры (7+1)*   |
| Фьючерсы (6+3)       |

| Титулы по покрытиям | Титулы по месту проведения матчей турнира |
| ------------------- | ----------------------------------------- |
| Хард (8+1)*         | Зал (7+2)                                 |
| Грунт (3+3)         | Зал (7+2)                                 |
| Трава (1)           | Открытый воздух (6+2)                     |
| Ковёр (1)           | Открытый воздух (6+2)                     |

* количество побед в одиночном разряде + количество побед в парном разряде.
| №   | Дата             | Турнир                     | Покрытие    | Соперник в финале     | Счёт          |
| 1.  | 11 октября 1998  | Форбак, Франция            | Ковёр (зал) | Павел Риха            | 6-4 6-7 6-3   |
| 2.  | 1 ноября 1998    | Родез, Франция             | Хард (зал)  | Мартейн Белгравер     | 4-6 6-3 6-1   |
| 3.  | 15 августа 1999  | Жюпий-сюр-Мёз, Бельгия     | Грунт       | Ян Вацек              | 7-6(3) 6-2    |
| 4.  | 26 сентября 1999 | Сандерленд, Великобритания | Хард (зал)  | Ладислав Шварц        | 6-4 6-3       |
| 5.  | 12 декабря 1999  | Финикс, США                | Хард        | Фредрик Гирс          | 7-6(6) 6-3    |
| 6.  | 11 июня 2000     | Обервейер, Германия        | Грунт       | Николя Томан          | 5-7 6-2 7-5   |
| 7.  | 16 июля 2000     | Остенде, Бельгия           | Грунт       | Йохан ван Херк        | 6-4 6-4       |
| 8.  | 4 ноября 2001    | Болтон, Великобритания     | Хард (зал)  | Деннис ван Схеппинген | 6-4 7-6(3)    |
| 9.  | 9 октября 2005   | Монс, Бельгия              | Хард (зал)  | Ксавье Малисс         | 6-2 6-0       |
| 10. | 17 сентября 2006 | Орлеан, Франция            | Хард (зал)  | Микаэль Льодра        | 7-6(0) 7-6(6) |
| 11. | 16 сентября 2007 | Орлеан, Франция            | Хард (зал)  | Николя Маю            | 6-4 6-4       |
| 12. | 19 июля 2009     | Манчестер, Великобритания  | Трава       | Игорь Сейслинг        | 6-3 4-6 6-2   |
| 13. | 20 марта 2011    | Ле-Госье, Франция          | Хард        | Стефан Робер          | 6-2 6-3       |

#### Поражения (6)
| №  | Дата            | Турнир                | Покрытие    | Соперник в финале | Счёт          |
| 1. | 10 октября 1999 | Саргемин, Франция     | Ковёр (зал) | Режис Лавернь     | 3-6 4-6       |
| 2. | 19 марта 2000   | Дуэ, Франция          | Ковёр (зал) | Иво Карлович      | 6-7(5) 6-7(5) |
| 3. | 17 мая 2009     | Загреб, Хорватия      | Грунт       | Маркос Даниэль    | 3-6 4-6       |
| 4. | 16 августа 2009 | Корденонс, Италия     | Грунт       | Петер Лучак       | 3-6 6-3 1-6   |
| 5. | 16 октября 2011 | Ренн, Франция         | Ковёр (зал) | Жюльен Беннето    | 4-6 3-6       |
| 6. | 27 июля 2014    | Кнокке-Хейст, Бельгия | Грунт       | Жюльен Каньина    | 2-6 4-6       |

### Финалы турниров Большого шлема в мужском парном разряде (1)

#### Победы (1)
| №  | Год  | Турнир                     | Покрытие | Партнёр       | Соперники в финале            | Счёт    |
| 1. | 2004 | Открытый чемпионат Франции | Грунт    | Ксавье Малисс | Микаэль Льодра Фабрис Санторо | 7-5 7-5 |

### Финалы турнировATPв парном разряде (7)

#### Победы (2)
| №  | Дата          | Турнир                     | Покрытие | Партнёр       | Соперники в финале            | Счёт       |
| 1. | 5 июня 2004   | Открытый чемпионат Франции | Грунт    | Ксавье Малисс | Микаэль Льодра Фабрис Санторо | 7-5 7-5    |
| 2. | 9 января 2005 | Аделаида, Австралия        | Хард     | Ксавье Малисс | Симон Аспелин Тодд Перри      | 7-6(5) 6-4 |

#### Поражения (5)
| №  | Дата            | Турнир                | Покрытие   | Партнёр           | Соперники в финале              | Счёт           |
| 1. | 31 июля 2005    | Кицбюэль, Австрия     | Грунт      | Кристоф Рохус     | Андрей Павел Леош Фридль        | 2-6 7-6(5) 0-6 |
| 2. | 7 января 2006   | Доха, Катар           | Хард       | Кристоф Рохус     | Йонас Бьоркман Максим Мирный    | 6-2 3-6 [8-10] |
| 3. | 15 октября 2006 | Стокгольм, Швеция     | Хард (зал) | Кристоф Влиген    | Кевин Ульетт Пол Хенли          | 6-7(2) 4-6     |
| 4. | 20 июля 2008    | Кицбюэль, Австрия (2) | Грунт      | Лукас Арнольд Кер | Джеймс Серретани Виктор Ханеску | 3-6 5-7        |
| 5. | 7 февраля 2010  | Загреб, Хорватия      | Хард (зал) | Арно Клеман       | Юрген Мельцер Филипп Пецшнер    | 6-3 3-6 [8-10] |

### Финалы челленджеров и фьючерсов в парном разряде (10)

#### Победы (4)
| №  | Дата           | Турнир             | Покрытие    | Партнёр           | Соперники в финале              | Счёт        |
| 1. | 27 июня 1999   | Хейнола, Финляндия | Грунт       | Стефан Матьё      | Ласси Кетола Янне Ойала         | 6-3 4-6 6-1 |
| 2. | 23 января 2000 | Анже, Франция      | Хард (зал)  | Регинальд Виллемс | Петр Ковачка Павел Кудрнац      | 6-4 6-4     |
| 3. | 30 января 2000 | Фёшероль, Франция  | Грунт (зал) | Регинальд Виллемс | Николя Кутло Леонардо Ольгуин   | 6-1 6-2     |
| 4. | 5 мая 2013     | Острава, Чехия     | Грунт       | Стив Дарси        | Томаш Беднарек Матеуш Ковальчик | 7-5 7-5     |

#### Поражения (6)
| №  | Дата            | Турнир                | Покрытие    | Партнёр           | Соперники в финале                         | Счёт           |
| 1. | 9 августа 1998  | Лувен-ла-Нёв, Бельгия | Грунт       | Кристоф Рохус     | Николя Кутло Йохан Патрон                  | 3-6 6-2 2-6    |
| 2. | 2 мая 1999      | Борриоль, Испания     | Грунт       | Марк Йоахим       | Хавьер Гарсия Синтес Карлос Мартинес Комет | 4-6 3-6        |
| 3. | 10 октября 1999 | Саргемин, Франция     | Ковёр (зал) | Оливье Патьянс    | Режис Лавернь Жан-Мишель Пекери            | 4-6 4-6        |
| 4. | 11 июня 2000    | Обервейер, Германия   | Грунт       | Регинальд Виллемс | Энцо Артони Франсиско Кабелло              | 3-6 3-6        |
| 5. | 20 марта 2011   | Ле-Госье, Франция     | Хард        | Арно Клеман       | Рикардо Гедин Стефан Робер                 | 2-6 7-5 [7-10] |
| 6. | 23 марта 2014   | Римуски, Канада       | Хард (зал)  | Жермен Жигунон    | Эдвард Корри Даниэль Сметхёрст             | 2-6 1-6        |

## История выступлений на турнирах
| Турнир                       | 2003  | 2004   | 2005          | 2006          | 2007          | 2008  | 2009          | 2010          | 2011          | 2012  | 2013  | Итог   | В/П за карьеру |
| ---------------------------- | ----- | ------ | ------------- | ------------- | ------------- | ----- | ------------- | ------------- | ------------- | ----- | ----- | ------ | -------------- |
| Турниры Большого шлема       |       |        |               |               |               |       |               |               |               |       |       |        |                |
| Открытый чемпионат Австралии | 1Р    | 2Р     | 2Р            | 2Р            | 2Р            | 1Р    | -             | -             | -             | 2Р    | 1Р    | 0 / 8  | 5-7            |
| Открытый чемпионат Франции   | 1Р    | П      | 3Р            | 3Р            | 3Р            | 1/4   | -             | 1Р            | 1Р            | 1Р    | -     | 1 / 9  | 14-7           |
| Уимблдонский турнир          | -     | 2Р     | 3Р            | 2Р            | 2Р            | -     | -             | 1Р            | -             | 3Р    | -     | 0 / 6  | 7-6            |
| Открытый чемпионат США       | 2Р    | 1Р     | 1Р            | 3Р            | 1Р            | 1Р    | 3Р            | 1Р            | 1Р            | -     | -     | 0 / 9  | 5-9            |
| Итог                         | 0 / 3 | 1 / 4  | 0 / 4         | 0 / 4         | 0 / 4         | 0 / 3 | 0 / 1         | 0 / 3         | 0 / 2         | 0 / 3 | 0 / 1 | 1 / 32 |                |
| В/П в сезоне                 | 1-3   | 8-2    | 5-4           | 5-4           | 4-4           | 3-3   | 2-1           | 0-2           | 0-2           | 3-3   | 0-1   |        | 31-29          |
| Итоговые турниры             |       |        |               |               |               |       |               |               |               |       |       |        |                |
| Итоговый турнир ATP          | -     | Группа | -             | -             | -             | -     | -             | -             | -             | -     | -     | 0 / 1  | 1-2            |
| Олимпийские игры             |       |        |               |               |               |       |               |               |               |       |       |        |                |
| Летняя олимпиада             | НП    | 1Р     | Не проводился | Не проводился | Не проводился | 2Р    | Не проводился | Не проводился | Не проводился | -     | НП    | 0 / 2  | 1-2            |

К — проигрыш в отборочном турнире.

## Интересные факты
- Оливье является самым низкорослым теннисистом в «Открытой эре», входившим в топ-30 одиночного рейтинга ATP.[4][5]